# Fresnedaella lucius
Fresnedaella lucius es una especie de coleóptero polífago perteneciente a la familia Leiodidae, la única de su género, Fresnedaella. Es endémica del norte de la España peninsular.